# Chelmonops
Chelmonops – rodzaj morskich ryb z rodziny chetonikowatych. Bywają hodowane w akwariach morskich.

## Zasięg występowania
Wody przybrzeżne Australii.

## Klasyfikacja
Gatunki zaliczane do tego rodzaju:
- Chelmonops curiosus
- Chelmonops truncatus